# Paul Rodgers
Paul Rodgers, född 17 december 1949 i Middlesbrough, North Yorkshire, är en brittisk sångare. Rodgers grundade och var sångare i rockbanden Free, Bad Company, The Firm och The Law. Därtill har han gett ut flera album som soloartist. Han har bland annat skrivit låtarna "All Right Now" och "Can't Get Enough of Your Love".
Under 2005 och 2006 turnerade Paul Rodgers som gästsångare med de två kvarvarande medlemmarna i Queen, Brian May och Roger Taylor under namnet Queen + Paul Rodgers. Turnéerna ägde rum i Sydafrika, Europa, Nordamerika och Japan. Queen och Rodgers har även gett ut ett live-cd-album och en dvd från turnén 2005.
En av världens bästa röster enligt Rolling Stone Magazine.

## Diskografi, solo
Studioalbum
- 1983 – Cut Loose
- 1993 – Muddy Water Blues: A Tribute to Muddy Waters
- 1997 – Now (album med Paul Rodgers)
- 1997 – Now & Live
- 2000 – Electric (Paul Rodgers album)
- 2014 – The Royal Sessions

Livealbum
- 1993 – The Hendrix Set (EP)
- 1994 – Paul Rodgers and Friends: Live at Montreux
- 1996 – Paul Rodgers Live
- 1996 – Live: The Loreley Tapes
- 2006 – Extended Versions
- 2007 – Live in Glasgow
- 2009 – Live at Hammersmith Apollo 2009